# پال درسر
پال درسر (انگلیسی: Paul Dresser؛ ۲۲ آوریل ۱۸۵۷ – ۳۱ ژانویهٔ ۱۹۰۶) یک خواننده، و هنرپیشه اهل ایالات متحده آمریکا بود.